# Grenztalmoor

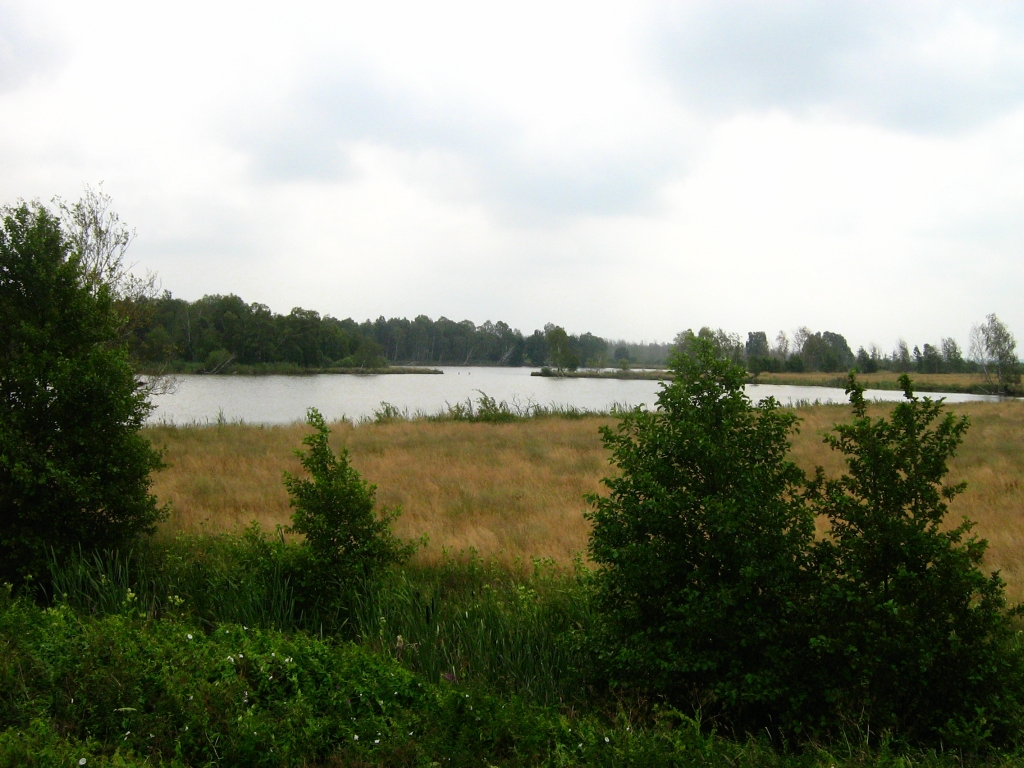
Alter Torfstich im Grenztalmoor

Das Grenztalmoor ist ein Niedermoorgebiet mit einem zentral gelegenen Hochmoor; letzteres bildet das Naturschutzgebiet Rauhes Moor. Das Grenztalmoor befindet sich im Mecklenburgisch-Vorpommerschen Grenztal zwischen den Städten Bad Sülze und Tribsees. Es liegt auf der Talwasserscheide zwischen der Recknitz im Westen und der Trebel im Osten. In dem auch Tribseer Pass genannten Bereich liegt das Bodenniveau um 2 m über dem Meeresspiegel, im Recknitztal bei Bad Sülze um 1 m, im Trebeltal insgesamt unter 2 m, auf einer kleinen Fläche aber sogar unter Null.
Die Scheitelwasserstände in den Gräben am Rand des Moores und zeitweise auch im Moor liegen bzw. lagen etwa 1,5 m ü. NHN, weniger als der höchste seit 1973 in der Trebel bei Tribsees gemessene Wasserstand von 1,63 m über NHN.

## Geschichte
Nach dem Ende der Weichseleiszeit bildeten sich im Grenztal Quellmoore heraus, aus denen später großflächige Durchströmungsmoore entstanden. Im zentralen nährstoffarmen Bereich entstand zu Beginn unserer Zeitrechnung ein Regenmoor. Dieses breitete sich allmählich auf einer mehrere hundert Hektar großen Fläche aus und erreichte eine rezente Torfmächtigkeit bis zu einem Meter, bis das Moorwachstum durch Eingriffe des Menschen beendet wurde.
Im Mittelalter verlief durch das Moor die Grenze Mecklenburgs mit dem Fürstentum Rügen, seit Mitte des 14. Jahrhunderts mit Pommern. Bis zum Ende des 17. Jahrhunderts erfolgte keine Entwässerung des Moores, wie eine Karte des damals als „Hard Moor“ bezeichneten Gebietes aus der Schwedischen Landesaufnahme zeigt. Auf der pommerschen Seite erfolgten ab 1757 umfangreiche Entwässerungsarbeiten und besonders im 19. Jahrhundert großflächige Abtorfungen des Regenmoores in der Nähe von Tribsees. Weitere Nutzungen erfolgten nur in geringem Umfang.
In den 1950er-Jahren kam es zu einem Moorbrand. Seit dieser Zeit konnten sich Kiefern und Birken ansiedeln, die sich begünstigt durch die bis 1997 durchgeführten Entwässerungen in der Umgebung, zu einem Wald entwickeln konnten. 1967 wurde auf Beschluss des Rates des Bezirkes Rostock eine über 400 Hektar große Fläche zum Naturschutzgebiet erklärt. Seit Mitte der 1990er-Jahre wurden im Zuge des Moorschutzprojektes (EU-LIFE) des Landes Mecklenburg-Vorpommern umfangreiche Maßnahmen zur Wiedervernässung des Grenztalmoores mit dem Ziel der Revitalisierung des Regenmoores durchgeführt.
Das Moor ist durch einen Wanderweg von Tribsees aus zugänglich.

## Vegetation und Tierwelt
Der für Regenmoore untypische Moorbirken- und Kiefernwald, in den auch Eichen und Ebereschen eingewandert sind, soll durch die Wiedervernässung zurückgedrängt werden. Besondere im Grenztalmoor vorkommende Pflanzenarten sind Sumpfporst, Glocken-Heide, Krähenbeere, Rundblättriger Sonnentau und Mittleres Torfmoos. Auf mäßig nährstoffreichen Standorten tritt Königsfarn auf.
An Säugetierarten treten insbesondere Rotwild, Rehe und Schwarzwild auf. Kreuzottern traten früher so zahlreich auf, dass sie in den 1950er-Jahren zur Gewinnung von Immunserum abgesammelt wurden. In den 1990er-Jahren durchgeführte Untersuchungen zeigten, dass diese Reptilien neben Ringelnattern, Blindschleichen und Waldeidechsen weiterhin im Grenztalmoor anzutreffen sind. Frühere Meldungen des Vorkommens von Sumpfschildkröten konnten bisher nicht bestätigt werden. Häufig kommen Moorfrosch und Erdkröte vor. Neben weiteren Froscharten wurden zahlreiche feuchtigkeitsliebende Tagfalter festgestellt.

## Kanäle
Von Bad Sülze aus legte man 1744 den Bürgergraben an. Auf diesem wurde der von Kleinbauern oder auch Klenbürgern gestochene Torf zur Saline transportiert.
1813 wurde dann mit dem Prahmkanal am Nordrand des Moores ein Schifffahrtsweg von der Recknitz an die Trebel gebaut. Auf dem Gelände der Saline wurde die Recknitz, die dort heute (wieder) einen Wasserspiegel von 40 bis 50 cm über dem Meer hat, um etwa einen Meter gestaut, was auch den Betrieb eines Wasserrades ermöglichte. So konnte Wasser aus dem Oberlauf in den Kanal abgezweigt werden. Es floss über die natürliche Wasserscheide hinweg in Richtung Trebel. Für den Ab- und Aufstieg der Prahme gab es jenseits der Wasserscheide an zwei Stellen hölzerne Schleusen. Die obere lag an der Chaussee von Sülze nach Tribsees, die den Kanal mit einer Klappbrücke überquerte, die untere an der Mündung des Kanals in die Trebel. Von der Saline zur oberen Schleuse führte der Kanal mitten durchs Moor. Die Schleusenkammern von 20 m × 5 m waren auf die Maße der Torfprahme abgestimmt. Der Kanal ermöglichte es der Saline in Sülze, auch Torf aus dem Trebeltal zu verbrennen, und erleichterte wiederum die Vermarktung des Salzes. Eine Schleuse in Sülze, die durchgehende Fahrten von der unteren Recknitz ins Peenegebiet ermöglicht hätte, findet sich in den Karten des 19. Jahrhunderts nicht. Nach der Einstellung des Salinenbetriebs im Jahr 1906 verfiel der Kanal schnell. In den 1950er Jahren gab es Pläne, dem Hafen Rostock als wichtigstem Seehafen der DDR eine Anbindung an die Binnenschifffahrt zu geben. Zu diesem Recknitz-Trebel-Peene-Kanal hätte auch eine leistungsfähige Verbindung zwischen Recknitz und Trebel gehört. Nach ersten Arbeiten an einem Kanalabschnitt im Trebeltal wurden die Pläne aber in den frühen 1960er Jahren wieder aufgegeben.
Im Zuge der Renaturierungsmaßnahmen wurden 1996 und 2000 mehrere Gräben unterbrochen. Der aus dem Prahmkanal hervorgegangene Graben ist inzwischen völlig aufgegeben, aber sein Verlauf abgesehen von wenigen Unterbrechungen noch im Glände zu erkennen. Der Entwässerungsgraben nördlich des Moors hat keine Verbindung mehr zur Trebel, und seine Mündung in die Recknitz wurde flussaufwärts verlegt. Die frühere Verbindung südlich des Moores, gleichzeitig Entwässerung einer Sandgrube, hat nur noch Anschluss an die Trebel. Ein zeitweilig bestehender Meliorisationskanal mitten durchs Moor wurde völlig aufgegeben.